# 八戸市立下長小学校
八戸市立下長小学校（はちのへしりつ しもながしょうがっこう）は、青森県八戸市大字長苗代にある公立小学校。

## 沿革
- 1879年（明治12年）- 長苗代地区に育養小学校として開校。
- 1902年（明治35年）11月20日 - 本村小田・育養・啓蒙の3尋常小学校を合併して、下長尋常小学校と改称。長苗代字太古殿1番1号（現在地）に定め、校舎30坪を落成。八太郎分教場設置。
- 1904年（明治37年）5月12日 - 高館分教場設置。
- 1911年（明治44年）2月22日 - 14時頃、校舎全焼（105坪）。
- 1912年（明治45年）4月 - 校舎新築落成。
- 1915年（大正4年）5月15日 - 高等科を併置し、下長苗代尋常高等小学校と改称。
- 1929年（昭和4年）10月24日 - 講堂竣工（120坪）。
- 1934年（昭和9年）9月7日 - 校舎増築（118.5坪）。
- 1941年（昭和16年）4月1日 - 国民学校令により、下長国民学校と改称。
- 1947年（昭和22年）4月1日 - 学制改革（新学制）により、八戸市立下長小学校と改称し、下長中学校併置。高館分教場を高館分校と改称。
- 1948年（昭和23年）12月1日 - 八太郎分教場が根岸小学校と改称し、独立。
- 1951年（昭和26年）7月25日 - 併置の下長中学校が、新校舎に移転[1]。
- 1961年（昭和36年）4月4日 - 校舎改築竣工[1]。
- 1973年（昭和48年）3月20日 - 鉄筋3階建て2級防音校舎（普通教室6・職員室・校長室・保健室）竣工（1期工事）。
- 1974年（昭和49年）
  - 3月31日 - 鉄筋3階建て2級防音校舎（普通教室1・理科室・図書室・昇降口）竣工（2期工事）。
  - 11月7日 - 創立70周年記念並びに防音校舎落成記念式典挙行。
- 1977年（昭和52年）4月1日 - 高館分校が高館小学校と改称し、独立。
- 1982年（昭和57年）11月13日 - 創立80周年記念式典挙行。
- 1983年（昭和58年）3月31日 - 城北小学校、本校より分離・独立し、開校。
- 1984年（昭和59年）12月26日 - 体育館増改築（980㎡）竣工。
- 1985年（昭和60年）8月20日 - プール（300㎡）竣工。
- 1986年（昭和61年）
  - 3月5日 - 校舎増築（1689㎡）竣工。
  - 7月8日 - 校舎増築・体育館増改築落成記念式典挙行。
- 1990年（平成2年） - 校庭拡張。
- 1992年（平成4年）10月3日 - 創立90周年記念式典挙行。
- 1994年（平成6年）
  - 2月21日 - 校門拡張工事。
  - 12月28日 - 21時19分頃に発生した三陸はるか沖地震により、校舎の一部に被害が生じた。
- 1997年（平成9年）9月10日 - きょうだい学級による全校登山（階上岳）実施。
- 1998年（平成10年）6月13日 - 校庭東側に「子どもの森」造成工事開始。
- 1999年（平成11年）10月8日 - 創立120周年記念式典挙行[2]。
- 2000年（平成12年）12月21日 - 旧校舎暖房工事完了。
- 2002年（平成14年）6月11日 - プール塗装工事完了。
- 2003年（平成15年）11月20日 - 旧校舎屋上防水工事完了。
- 2006年（平成18年）3月31日 - 校地前国道104号線拡張工事完了。
- 2008年（平成20年）
  - 5月24日 - ビオトープ除幕式。
  - 11月7日 - 校庭改修工事完了。
- 2009年（平成21年）9月29日 - 創立130周年記念式典挙行し、祝賀会開催。
- 2010年（平成22年）8月27日 - きょうだい学級による全校登山（市民の森）実施。
- 2011年（平成23年）
  - 2月15日 - 海上自衛隊より、サトウキビが寄贈される。
  - 3月11日 - 14時46分頃に発生した東日本大震災（東北地方太平洋沖地震）により、児童を保護者引き渡しとする対応を採った。
  - 11月4日 - 校舎耐震補強工事完了。
- 2014年（平成26年）4月24日 - トイレ改修工事完成。
- 2019年（令和元年）
  - 9月5日 - 子どもの森改修及び完成式。
  - 11月1日 - 創立140周年記念式典挙行し、祝賀会開催。
  - 11月29日 - 西校舎外壁工事完了。

### この節の出典
- 学校の沿革（下長小学校ホームページ内）
- 下長小学校創立120周年記念誌『更なる飛躍を 馬淵の川のうるおいに』1999年発行（八戸市立図書館にて確認）

## 学区
- 内舟渡・千田・河原木・下長町[3]

## 児童数
2020年5月1日時点
| 学年 | 1年 | 2年 | 3年 | 4年 | 5年 | 6年 | 特別支援  | 合計 |
| ---- | --- | --- | --- | --- | --- | --- | --------- | ---- |
| 学級 | 2   | 2   | 2   | 2   | 2   | 2   | 3         | 15   |
| 児童 | 52  | 56  | 58  | 54  | 65  | 48  | 18 (内数) | 333  |

### この節の出典
- 下長小学校（学校カルテ） (PDF)  - 八戸市
- Gaccom八戸市立下長小学校（児童数）

## アクセス
- 八戸市営バス・ 南部バス「八食200円以下バス」で、「下長」停留所下車後、
  - 市営バス「A3」系統の中心街ターミナル・旭ヶ丘営業所、南部バス「八食200円以下バス」の中心街行方面行のりばから、徒歩約230m・約4分（国道45号線を跨ぐ歩道橋経由）。
  - 八戸市営バス「K67」系統のハイテクパーク行・南部バス「八食200円以下バス」の八食センター行のりばから、徒歩約145m・約2分（国道45号線を跨ぐ歩道橋経由）。
    - 南部バス「八食200円以下バス」は、登校時間帯の運行は無い。

## 周辺
- 国道45号
- 国道104号
- 社会福祉法人合歓の会・下長こども園
- 八戸市立下長中学校
- 八戸市役所下長サービスセンター
- 八戸市下長地区市民センター
- 下長公民館
- 国土交通省
  - 青森河川国道事務所八戸国道出張所（国道管理）
  - 青森河川国道事務所八戸出張所（河川管理）
  - 八戸宿舎